# Élections sénatoriales de 2004 en Seine-et-Marne
Les élections sénatoriales en Seine-et-Marne ont eu lieu le dimanche 26 septembre 2004. Elles ont eu pour but d'élire les sénateurs représentant le département au Sénat pour un mandat de sept années.

## Contexte départemental
Lors des élections sénatoriales du 24 septembre 1995 en Seine-et-Marne, quatre sénateurs ont été élus selon un mode de scrutin proportionnel : deux RPR et deux UDF.
Depuis, tous les effectifs du collège électoral des grands électeurs ont été renouvelés, avec les élections législatives françaises de 2002, les élections régionales françaises de 2004, les élections cantonales de 2001 et 2004 et les élections municipales françaises de 2001.

## Sénateurs sortants
| Sénateur | Sénateur           | Parti | Fonctions lors de l'élection en 1995                        |
| -------- | ------------------ | ----- | ----------------------------------------------------------- |
|          | Paul Dubrule       | UMP   | Co-président d'Accor, maire de Fontainebleau                |
|          | Philippe François  | UMP   | Sénateur sortant                                            |
|          | Jacques Larché     | UMP   | Sénateur sortant, président du conseil général              |
|          | Jean-Jacques Hyest | UMP   | Député, conseiller général, maire de La Madeleine-sur-Loing |

## Présentation des listes et des candidats
Les nouveaux représentants sont élus pour une législature de 7 ans au suffrage universel indirect par les 2934 grands électeurs du département. En Seine-et-Marne, les sénateurs sont élus au scrutin proportionnel plurinominal. Compte tenu des évolutions démographiques, leur nombre change en 2004, passant de 4 à 6 sénateurs à élire et 8 candidats doivent être présentés sur la liste pour qu'elle soit validée. Chaque liste de candidats est obligatoirement paritaire et alterne entre les hommes et les femmes. 8 listes ont été déposées dans le département. Elles sont présentées ici dans l'ordre de leur dépôt à la préfecture et comportent l'intitulé figurant aux dossiers de candidature.

### Union pour un mouvement populaire
| N° | Candidats | Candidats          | Parti | Principale fonction                                                   |
| -- | --------- | ------------------ | ----- | --------------------------------------------------------------------- |
| 01 |           | Jean-Jacques Hyest | UMP   | Sénateur sortant, conseiller général, maire de La Madeleine-sur-Loing |
| 02 |           | Colette Mélot      | UMP   | Première adjointe au maire de Melun                                   |
| 03 |           | Michel Houel       | UMP   | Conseiller général, maire de Crécy-la-Chapelle                        |
| 04 |           | Anne Chain-Larché  | UMP   | Conseillère générale                                                  |
| 05 |           | Pierre Cuypers     | UMP   |                                                                       |
| 06 |           | Mireille Munch     | UMP   |                                                                       |
| 07 |           | Jean-Claude Geniès | UMP   |                                                                       |
| 08 |           | Chantal Jamet      | UMP   |                                                                       |

### Union pour la démocratie française
| N° | Candidats | Candidats                 | Parti | Principale fonction |
| -- | --------- | ------------------------- | ----- | ------------------- |
| 01 |           | Patrick Septiers          | UDF   |                     |
| 02 |           | Jeannine Beldent          | DVD   |                     |
| 03 |           | Jacques Corpechot         | DVD   |                     |
| 04 |           | Élisabeth Zeller          | UDF   |                     |
| 05 |           | Gérard Gautin             | DVD   |                     |
| 06 |           | Armelle Magnan de Bornier | DVD   |                     |
| 07 |           | Daniel Haquin             | DVD   |                     |
| 08 |           | Cléo Léonard              | DVD   |                     |

### Divers droite
| N° | Candidats | Candidats             | Parti | Principale fonction |
| -- | --------- | --------------------- | ----- | ------------------- |
| 01 |           | Jean-François Robinet | DVD   |                     |
| 02 |           | Corinne Caekaert      | DVD   |                     |
| 03 |           |                       | DVD   |                     |
| 04 |           |                       | DVD   |                     |
| 05 |           |                       | DVD   |                     |
| 06 |           |                       | DVD   |                     |
| 07 |           |                       | DVD   |                     |
| 08 |           |                       | DVD   |                     |

### PS - PCF - Verts
| N° | Candidats | Candidats         | Parti | Principale fonction |
| -- | --------- | ----------------- | ----- | ------------------- |
| 01 |           | Yannick Bodin     | PS    | Conseiller régional |
| 02 |           | Nicole Bricq      | PS    | Ancienne députée    |
| 03 |           | Michel Billout    | PCF   | Maire de Nangis     |
| 04 |           | Cécile Gilbert    | Verts |                     |
| 05 |           | Daniel Vachez     | PS    | Maire de Noisiel    |
| 06 |           | Christiane Beraud | PS    |                     |
| 07 |           | Richard Taillefer | PS    |                     |
| 08 |           | Maud Tallet       | PCF   |                     |

### Union pour un mouvement populaire
| N° | Candidats | Candidats       | Parti | Principale fonction |
| -- | --------- | --------------- | ----- | ------------------- |
| 01 |           | Laurence Picard | UMP   |                     |
| 02 |           |                 | UMP   |                     |
| 03 |           |                 | UMP   |                     |
| 04 |           |                 | UMP   |                     |
| 05 |           |                 | UMP   |                     |
| 06 |           |                 | UMP   |                     |
| 07 |           |                 | UMP   |                     |
| 08 |           |                 | UMP   |                     |

### Mouvement national républicain
| N° | Candidats | Candidats     | Parti | Principale fonction |
| -- | --------- | ------------- | ----- | ------------------- |
| 01 |           | Jacques Oudin | MNR   |                     |
| 02 |           |               | MNR   |                     |
| 03 |           |               | MNR   |                     |
| 04 |           |               | MNR   |                     |
| 05 |           |               | MNR   |                     |
| 06 |           |               | MNR   |                     |
| 07 |           |               | MNR   |                     |
| 08 |           |               | MNR   |                     |

### Génération écologie
| N° | Candidats | Candidats      | Parti | Principale fonction |
| -- | --------- | -------------- | ----- | ------------------- |
| 01 |           | Didier Bernard | GE    |                     |
| 02 |           |                | GE    |                     |
| 03 |           |                | GE    |                     |
| 04 |           |                | GE    |                     |
| 05 |           |                | GE    |                     |
| 06 |           |                | GE    |                     |
| 07 |           |                | GE    |                     |
| 08 |           |                | GE    |                     |

### Front national
| N° | Candidats | Candidats                | Parti | Principale fonction           |
| -- | --------- | ------------------------ | ----- | ----------------------------- |
| 01 |           | Jean-François Jalkh      | FN    | Conseiller municipal de Melun |
| 02 |           | Marie-Christine Arnautu  | FN    | Conseillère régionale         |
| 03 |           | Jean-François Touzé      | FN    |                               |
| 04 |           | Pierrette Magnien-Honnin | FN    |                               |
| 05 |           | Frédéric Laurent         | FN    |                               |
| 06 |           | Lucienne Petit           | FN    |                               |
| 07 |           | Alain Bruneau            | FN    |                               |
| 08 |           | Martine Clément-Launay   | FN    |                               |

## Résultats
| Tête de liste  | Tête de liste         | Liste          | Voix  | %      | Élus |
| -------------- | --------------------- | -------------- | ----- | ------ | ---- |
|                | Jean-Jacques Hyest    | UMP            | 1 265 | 44,56  | 3    |
|                | Yannick Bodin         | PS-PCF-Verts   | 1 066 | 37,55  | 3    |
|                | Patrick Septiers      | UDF            | 204   | 7,19   |      |
|                | Laurence Picard       | UMP            | 157   | 5,53   |      |
|                | Jean-François Robinet | DVD            | 72    | 2,54   |      |
|                | Jean-François Jalkh   | FN             | 35    | 1,23   |      |
|                | Didier Bernard        | GE             | 27    | 0,95   |      |
|                | Jacques Oudin         | MNR            | 13    | 0,46   |      |
|                |                       |                |       |        |      |
| Inscrits       | Inscrits              | Inscrits       | 2 934 | 100,00 |      |
| Abstentions    | Abstentions           | Abstentions    | 34    | 1,16   |      |
| Votants        | Votants               | Votants        | 2 900 | 98,84  |      |
| Blancs et nuls | Blancs et nuls        | Blancs et nuls | 61    | 2,10   |      |
| Exprimés       | Exprimés              | Exprimés       | 2 839 | 97,90  |      |

### Sénateurs élus
| Sénateur | Sénateur           | Liste              | Parti | N° | Fonctions lors de l'élection en 2004 |
| -------- | ------------------ | ------------------ | ----- | -- | ------------------------------------ |
|          | Jean-Jacques Hyest | UMP                | UMP   | 01 |                                      |
|          | Colette Mélot      | UMP                | UMP   | 02 |                                      |
|          | Michel Houel       | UMP                | UMP   | 03 |                                      |
|          | Yannick Bodin      | Union de la gauche | PS    | 01 |                                      |
|          | Nicole Bricq       | Union de la gauche | PS    | 02 |                                      |
|          | Michel Billout     | Union de la gauche | PCF   | 03 |                                      |